# 일구회
일구회(一球會)는 1991년 1월 31일 프로야구/아마야구 전,현직 지도자들이 만든 단체이다. 은퇴한 야구인들의 권익 보호와 한국 야구의 후진 양성에 힘쓰는 사업을 하고 있으며 2010년에 사단법인으로 재출범했다. 사무실은 잠실야구장 1층에 있다.

## 역대 회장
- 1대 어우홍
- 2대 이호헌
- 3대 박현식
- 4-5대 백인천
- 6대 강태정
- 7대 정동진
- 8-9대 김소식
- 10대 강태정
- 11대 하일성
- 12대 김양경
- 13대 이재환
- 14대 윤동균

- 사단법인 초대회장 이재환
- 부회장 김성근, 김인식, 허구연
- 사무총장 구경백 2010년 1월 ~ 현재

## 일구상
2001년 이후 매년 일구회에서 주는 상으로 현역선수뿐 아니라 기자/프런트/심판 등 야구인 전체를 대상으로 주는 상이다.